# Netzwerk n
Das netzwerk n ist ein Netzwerk von jungen Menschen, die sich für Nachhaltigkeit und Klimaschutz an Hochschulen einsetzen. Das netzwerk n stellt digitale und physische Plattformen bereit, um Vernetzung, Wissens- und Erfahrungsaustausch zu ermöglichen. Es ermächtigt Menschen, selbst aktiv zu werden, erhöht die Selbstwirksamkeit und Wirkmächtigkeit von Gestaltern des Wandels, bringt sich in politische Prozesse auf Bundes- und Landesebene ein und erforscht Transformationsprozesse. Die Aktiven möchten authentisch auftreten, d. h. auch ihr eigenes Handeln an Nachhaltigkeitsprinzipien wie der Suffizienz ausrichten.
Die Idee eines hochschulübergreifenden Nachhaltigkeitsnetzwerks entstand im Dezember 2010 im Rahmen der UN-Dekade Bildung für nachhaltige Entwicklung auf der Tagung Hochschulen für Nachhaltige Entwicklung in Berlin. Einzelne Vertreter studentischer Nachhaltigkeitsinitiativen trafen sich dort erstmals, um ihre Forderungen und Wünsche an eine nachhaltige Hochschule zu konkretisieren und vorzustellen. Im Nachgang schlossen sie sich zum losen Netzwerk studentischer Nachhaltigkeitsinitiativen zusammen. Am 22. Januar 2012 gründete sich der Verein in einer studentischen Wohngemeinschaft im Nonnenrain im Erfurter Süden offiziell. Der heutige Sitz des gemeinnützigen Vereins ist in Berlin.

## Aktivitäten und Formate
Das Netzwerk führt viele Aktivitäten durch. So gibt es beispielsweise ein Peer-to-Peer-Coaching-Programm an Hochschulen (Wandercoaching) oder das Programm Klasse Klima für Schulen, das den Klimaschutz und damit konkrete und besonders wirksame Handlungsmöglichkeiten in den Bereichen Mobilität, Konsum, Ernährung und Energie an die Schulen bringt (zusammen mit BUNDjugend).
Des Weiteren gibt es viele Aktionen vor allem zur Nachhaltigkeit an Hochschulen. Dazu gehören perspektive n als aktivierende Diskussionsreihe zur Zukunftsfähigkeit von Hochschulen und methode n als eine Methodensammlung für nachhaltige Hochschulentwicklung (Sammlung Wie wollen wir gelebt haben, mit Stiftung FUTURZWEI).
Daneben existieren plattform n als digitale Vernetzungs- und Arbeitsplattform auf der Basis von Open Source, Green IT und Datenschutz sowie konferenz n bzw. fusion n zur Vernetzung sowie zum Wissens- und Erfahrungsaustausch zu spezifischen Themen von Freunden, Partnern und Mitgliedern des sowie Interessierten am netzwerk n.
Weiterhin gibt es regio n (Initiierung und Begleitung der regionalen Vernetzung von Nachhaltigkeitsinitiativen), Good Practice-Sammlungen (allgemeine und themenspezifische Sammlungen von Ansätzen, Projekten und Strukturen gelingender Nachhaltigkeit an Hochschulen – zur Nachahmung und zum Transfer empfohlen!) sowie den Aufbau nachhaltiger Strukturen an Hochschulen in NRW. Dabei gestalten Studierende nachhaltige Hochschulen in Nordrhein-Westfalen durch Multiplikatoren-Ausbildung, Netzwerkbildung und Weiterbildung.
Zusätzlich arbeitet das Netzwerk mit in der Nationalen Plattform, Fachforen und Partnernetzwerk Hochschule im Weltaktionsprogramm Bildung für nachhaltige Entwicklung (BNE) in Deutschland, es beteiligt sich in der Open Government Partnership der Bundesregierung für mehr Transparenz, Partizipation und Kollaboration im Regierungshandeln sowie in der studentischen Zukunfts-Arbeitsgruppe » Digitale Changemaker « des Hochschulforums Digitalisierung.

## Geschichte
Der erste Jahrgang des Peer-to-Peer-Programms Wandercoaching kam Oktober 2013 zusammen. In den kommenden 4 Jahren wurden etwa 50 Studierende zu Wandercoaches ausgebildet, die in Tandems 95 Coachings für studentische Nachhaltigkeitsinitiativen überwiegend in Deutschland, aber auch teilweise in Österreich und der Schweiz durchführten.
Die erste konferenz n fand Oktober 2014 an der Hochschule Bochum statt. Von da an bringt das netzwerk n ungefähr im Jahresrhythmus an einem langen Wochenende Menschen verschiedener Statusgruppen zusammen, die an der nachhaltigen Hochschultransformation beteiligt sind bzw. mitwirken wollen. Es entstand ein Raum für Wissens- und Erfahrungsaustausch, Vernetzung und Ideenentwicklung.
Die vision n wurde im Frühjahr 2015 verfasst: Sie ward nach einem partizipativen und iterativem Prozess zu Papier gebracht: „Eine nachhaltige Hochschule sieht sich als lernende Institution. Sie hinterfragt partizipativ Ursachen und Wurzeln heutiger und zukünftiger gesellschaftlicher und ökologischer Phänomene, akzeptiert und benennt Werthaltungen und sucht nach Möglichkeiten, Transformationsprozesse aktiv so zu gestalten, dass sie Folgen für heutige und nachfolgende Generationen berücksichtigt und abwägt. Dabei regte die Hochschule für nachhaltige Entwicklung zu kritischem Denken an und schafft Räume für Persönlichkeitsentwicklung der Menschen innerhalb und außerhalb der Institution Hochschule.“
Die Nationale Plattform Bildung für nachhaltige Entwicklung (BNE) im Weltaktionsprogramm BNE der UNESCO wurde Januar 2016 gegründet. Nach der UN-Dekade BNE wird die Nationale Plattform zur weiterführenden Koordinierung und Implementierung von BNE in Deutschland gegründet. Sechs beratende Fachforen sind daran angesiedelt. Das Bundesministerium für Bildung und Forschung beruft das netzwerk n nicht nur in die Nationale Plattform, sondern ebenso in die Fachforen Hochschule und Non-formales und informelles Lernen/Jugend. Vertreter des netzwerk n können dadurch die Perspektive der jungen Generation, insbesondere der Studierendenschaft in den Mitte 2017 von Bundesregierung verabschiedeten Nationalen Aktionsplan BNE einbringen.
Die erste perspektive n fand am 12. Mai 2016 an der Universität Erfurt statt. Das methodisch interaktiv gestaltete Diskussionsformat ist an das Fishbowl-Format angelehnt, möchte Impulse für die nachhaltige Entwicklung an Hochschulen setzen und die hochschulischen Akteure statusgruppenübergreifend ins Gespräch bringen.
Die plattform n ward 18. Juni 2016 nach einer ungefähr einjährigen Beta-Phase gelauncht. Als Vernetzungs- und Kollaborationsplattform sind die Nutzer insbesondere Studierende und studentische Initiativen im Bereich der nachhaltigen Hochschulentwicklung. Die Plattform beruht auf Green IT, Open Source, Servern in Deutschland und einer Datenschutzzertifizierung.
Das zweite Positions- und Forderungspapier für Nachhaltigkeit und Ethik an Hochschulen liegt seit Juli 2017 vor. Fast ein Jahr wurde von vier hauptsächlich studentischen Initiativen daran gearbeitet. Es bündelt Forderungen und konkrete Umsetzungsmöglichkeiten zu mehr Nachhaltigkeit an der Hochschule in den Bereichen Lehre, Forschung, Governance und Betrieb.
Das netzwerk n ist am 27. November 2017 zum zweiten Mal Netzwerk mit Auszeichnung auf der höchsten Stufe (3/3) geworden. Das BMBF und die Deutsche UNESCO-Kommission zeichneten herausragende Bildungsinitiativen aus, die einen beispielhaften Beitrag leisten, Nachhaltigkeit besser in der deutschen Bildungslandschaft zu verankern.
Der neu gegründete beirat n traf sich Januar 2018 das erste Mal mit dem Vorstand des netzwerk n. Er setzt sich aus verschiedenen Experten zusammen, die möglichst diverse Bereiche nachhaltiger Hochschultransformation abdecken. Der Beirat hat eine beratende, unterstützende und öffentlichkeitswirksame Funktion für das netzwerk n.
Die Methodensammlung methode n wurde im Mai 2018 als Bildungsmaterial für studentisches Nachhaltigkeitsengagement veröffentlicht.
Die 2. Auflage der Good Practice-Sammlung kam Juli 2018 in den Druck. 32 erprobte und etablierte Beispiele aus Lehre, Betrieb, Governance, Forschung und Transfer zeigen Ansätze, Projekte und Strukturen, wie Hochschulen nachhaltig gestaltet werden können.
28 Initiativen haben Oktober 2018 mit dem netzwerk n ihr Logo getauscht und sind somit "Teil des netzwerk n".
Das Projektteam musste Dezember 2018 gemeinsam mit dem sozial-ökologischen Co-Working-Space Thinkfarm aus dem Büro in der Moosdorfstraße am Treptower Park in Berlin ausziehen. Der neue Sitz der Projektteams ist die Oberlandstraße am Tempelhofer Feld.
Das BMBF-geförderte Projekt „Zukunftsfähige Hochschulen – Denken. Handeln. Wandeln.“ mit einem Förderzeitraum bis Ende 2020 startete Januar 2019 mit fünf Festangestellten und sechs studentischen Hilfskräften.
Das zweite große Projekt „Klasse Klima“ mit einem Förderzeitraum von drei Jahren begann Februar 2019 in Kooperation mit der BUNDjugend. Die Förderung erfolgt über die Nationale Klimaschutzinitiative des Bundesumweltministeriums.
Über die Förderlinie NOPLANETB der Europäischen Union konnten 2020 Fördergelder für die Erstellung einer Good Practice-Sammlung eingeworben werden. Das Projekt “Suffiziente Hochschulen im ländlichen Raum: Beispiele des Gelingens aus Lehre, Betrieb & Campusleben sowie Governance” erstreckt sich über den Zeitraum Oktober 2019 bis August 2020 und fokussiert Hochschulen als Ankerpunkte mit Vorbild- und Innovationsfunktion im ländlichen Raum.

## Auszeichnungen und Nominierungen
- viermalige Auszeichnung als BNE-Akteur auf der höchsten Stufe (3/3) durch die Deutsche UNESCO-Kommission im Rahmen des Weltaktionsprogramms BNE[16]
- Auszeichnung der perspektive n als » Projekt Nachhaltigkeit 2018 « und als » Transformationsprojekt 2018 « von den Regionalen Netzstellen Nachhaltigkeitsstrategien des Rates für Nachhaltige Entwicklung[17]
- Nominierung für Deutschland für » UNESCO-Japan Prize on Education for Sustainable Development « 2018[18]
- zweimalige Nominierung für den Deutschen Lokalen Nachhaltigkeitspreis ZeitzeicheN[19]